# IodaRacing Project
IodaRacing Project är en italiensk motorcykeltillverkare och tillika ett roadracingstall som tävlar i Moto2 och Superbike. Iodaracing  tävlade i MotoGP 2012-2015 och var anmälda till klassen 2016, men fick inte ihop en satsning och gick istället över till Superbike med Aprilia och förarna Alex de Angelis och Lorenzo Savadori.

## Säsonger i sammanfattning
| Säsong | Klass     | Team-namn                                     | Konstruktör | Motorcykel      | Förare             | VM- plac. | 1/2/3- platser | Anm.     |
| ------ | --------- | --------------------------------------------- | ----------- | --------------- | ------------------ | --------- | -------------- | -------- |
| 2011   | Moto2     | Ioda Racing Project                           | FTR         |                 | Simone Corsi       | 6         | - / - / 2      |          |
| 2011   | Moto2     | Ioda Racing Project                           | FTR         | Mattia Pasini   | 24                 | - / - / - |                |          |
| 2012   | MotoGP    | Came IodaRacing Project                       | Ioda        |                 | Danilo Petrucci    | 19        | - / - / -      | GP 1-12  |
| 2012   | MotoGP    | Came IodaRacing Project                       | Ioda-Suter  |                 | Danilo Petrucci    | 19        | - / - / -      | GP 13-18 |
| 2012   | Moto2     |                                               | FTR         |                 | Simone Corsi       | 11        | - / - / -      |          |
| 2012   | Moto3     | IodaRacing Project                            | Ioda        |                 | Jonas Folger       | 9 (27)    | - / - / -      | GP 1-9   |
| 2012   | Moto3     | IodaRacing Project                            | Ioda        | Armando Pontone | -                  | - / - / - | GP 11-18       |          |
| 2012   | Moto3     | Ioda Team Italia                              | Ioda        | Luigi Morciano  | -                  | - / - / - |                |          |
| 2013   | MotoGP    | Came IodaRacing Project                       | Ioda-Suter  |                 | Danilo Petrucci    | 17        | - / - / -      |          |
| 2013   | MotoGP    | Came IodaRacing Project                       | Ioda-Suter  | Lukáš Pešek     | -                  | - / - / - |                |          |
| 2013   | Moto2     | Came IodaRacing Project                       | Suter       |                 | Johann Zarco       | 9         | - / - / 2      |          |
| 2014   | MotoGP    | IodaRacing Project Octo IodaRacing Team       | ART         |                 | Danilo Petrucci    | 20        | - / - / -      |          |
| 2014   | MotoGP    | IodaRacing Project Octo IodaRacing Team       | ART         | Michel Fabrizio | -                  | - / - / - | GP 6-7         |          |
| 2014   | Moto2     | IodaRacing Project Octo IodaRacing Team       | Suter       |                 | Randy Krummenacher | 24        | - / - / -      |          |
| 2015   | MotoGP    | Octo IodaRacing Team E-Motion IodaRacing Team | ART         |                 | Alex de Angelis    | 28        | - / - / -      |          |
| 2015   | Moto2     | Octo Iodaracing Team E-Motion IodaRacing Team | Suter       |                 | Florian Alt        | -         | - / - / -      |          |
| 2016   | Superbike | IodaRacing Team                               | Aprilia     | Aprilia RSV4    | Alex de Angelis    |           |                |          |
| 2016   | Superbike | IodaRacing Team                               | Aprilia     | Aprilia RSV4    | Lorenzo Savadori   |           |                |          |
| 2016   | Moto2     | Iodaracing Project SRL                        | Suter       |                 | Efren Vazquez      |           |                |          |